# Munt de Montsonís
El Munt de Montsonís és una muntanya de 591 metres que es troba al municipi de Foradada, a la comarca catalana de la Noguera.
Al cim podem trobar-hi un vèrtex geodèsic (referència 261102001).
Aquest cim està inclòs al llistat dels 100 cims de la FEEC